# Campionato italiano a squadre di calcio da tavolo 2007
Il Campionato italiano a squadre di calcio da tavolo del 2007 si è svolto a Falconara, il girone di andata, e Fiumicino, il girone di ritorno.

## Classifica
|  | CLASSIFICA | CLASSIFICA               | Pt | G  | V  | N | P  |
|  | 1.         | EAGLES NAPOLI            | 39 | 14 | 13 | 0 | 1  |
|  | 2.         | PERUGIA                  | 37 | 14 | 12 | 1 | 1  |
|  | 3.         | DINAMOS FALCONARA        | 19 | 14 | 5  | 4 | 3  |
|  | 4.         | STELLA ARTOIS MILANO     | 22 | 14 | 5  | 2 | 7  |
|  | 5.         | BLACK & BLUE PISA        | 14 | 14 | 4  | 2 | 8  |
|  | 6.         | F.LLI BARI REGGIO EMILIA | 12 | 14 | 2  | 6 | 6  |
|  | 7.         | TIGERS BOLOGNA           | 12 | 14 | 3  | 3 | 8  |
|  | 8.         | ROMA                     | 6  | 14 | 1  | 3 | 10 |

## Formazione della Squadra Campione D'Italia
| Bolognino Massimo  |
| Mettivieri Antonio |
| Guimaraes Vasco    |
| Varriale Vincenzo  |
| Setale Pino        |
| ------------------ |